# サルソニード
株式会社サルソニード（英文社名：Salsonido, Inc.）は東京都新宿区に本社をおく、コンテンツマーケティング事業、メディア事業を主軸としたインターネット関連企業。

## 企業概要
2017年2月に設立。コンテンツマーケティング事業を中心にWEBソリューション事業、メディア事業などを行う。

## 沿革
- 2017年2月 - 新宿区でWEBマーケティング事業を開始。